# Shōichirō Sakai
Shōichirō Sakai (jap. 境 正一郎, Sakai Shōichirō; * 1928 in Kanuma, Japan) ist ein japanischer Mathematiker.

## Leben
Sakai studierte an der Universität Tōhoku (Sendai) Mathematik. 1953 erhielt er dort den B. A. Abschluss und wurde an derselben Universität 1961 promoviert. Von 1960 bis 1964 gehörte er der Fakultät der Waseda-Universität an. Er ging dann an die University of Pennsylvania, wo er 1966 Professor wurde und bis 1979 blieb. Er kehrte dann nach Japan zurück und ging an die Nihon-Universität. 1992 erhielt er den Herbstpreis der Japanischen Mathematischen Gesellschaft. Er ist Fellow der American Mathematical Society.

## Arbeitsgebiet
Sakais Hauptarbeitsgebiete waren Funktionalanalysis und mathematische Physik. Sein in der Springer-Reihe erschienenes Lehrbuch C*-Algebras and W*-Algebras, in dem W*-Algebren als C*-Algebren mit einem Prädual eingeführt werden, fand weite Verbreitung. Dass auf diese Weise tatsächlich die W*-Algebren definiert werden, ist auch als Satz von Sakai bekannt. Die auf ihn zurückgehenden Aussagen, nach denen Derivationen auf einer W*-Algebra und auch auf einer einfachen C*-Algebra stets inner sind, werden ebenfalls als Satz von Sakai zitiert, der W*-Fall auch als Satz von Kadison-Sakai.

## Werke
- C*-Algebras and W*-Algebras, Springer-Verlag 1971, Ergebnisse der Mathematik und ihrer Grenzgebiete, Band 60, ISBN 3-540-63633-1
- Operator algebras in dynamical systems, the theory of unbounded derivations in C*-algebras, Cambridge University Press (1991), ISBN 0-521-40096-1